# プッシング・デイジー 恋するパイメーカー
『プッシング・デイジー 〜恋するパイメーカー〜』(原題 : Pushing Daisies)は、2007年から2009年まで放送されたアメリカ合衆国のテレビドラマ。全2シーズン、22話。

## 概要
触れるだけで死者を蘇らせることができる青年と、彼が蘇らせた初恋の女性チャックによるファンタジードラマ。
アメリカではABCで2007年10月3日から2009年3月11日まで放送された。日本ではAXNで2009年7月5日より放送されている。

## 登場人物
ネッド (Ned)
演 - リー・ペイス / フィールド・ケイト（少年時代）、日本語吹替 - 川中子雅人
パイ専門店「パイの穴ぐら(The Pie Hole)」を経営する青年。幼い頃に母親が死んでしまい、父親には見捨てられ宿舎学校に入れられてしまった所為か、その頃から孤独感を紛らわすためパイをよく作っていた。パイ作りの腕は大会で優勝するほどに立っている。
偶然エマーソンに力のことを知られてしまったために彼の捜査に協力することに。幼い頃からディグビーという犬を飼っているが、一度トラックに轢かれ死んでいるため直接撫でることはできず、現在はほとんどオリーヴが世話をしている。
ネッドの力のルール
1.生物に限らず（果物など）、死んだものに触れると触れたものを生き返らせる。
2.触れて生き返らせたものに再び触れると再び死に、さらに再度触れても生き返らせることはできない。
3.生き返らせたものを60秒以上生かし続けると、代わりに別の何かが死ぬ。
シャーロット・チャールズ (Charlotte "Chuck" Charles)
演 - アンナ・フリエル、日本語吹替 - 岡本麻弥
ネッドの初恋の女性。愛称は「チャック」。初めての旅行の際に殺されてしまうが、ネッドの力により生き返り、そのまま生き続けることになる。読書家なのが高じてか語学に堪能で、劇中で日本語を話すシーンも見られる。
エマーソン・コッド (Emerson Cod)
演 - シャイ・マクブライド、日本語吹替 - 立木文彦
殺人事件専門の私立探偵。偶然ネッドの力を知り、さらにそれを仕事に利用して楽をして荒稼ぎしている。趣味は編み物。
オリーヴ・スヌーク (Olive Snook)
演 - クリスティン・チェノウェス、日本語吹替 - 平澤由美
「パイの穴ぐら」唯一の店員。ネッドに思いを寄せておりチャックの出現に戸惑うが、次第に彼女とは親友となっていく。ネッドの力のことは知らない所為か、様々な人間の秘密の板挟みになってしまう。
リリー・チャールズ (Lily Charles)
演 - スウージー・カーツ、日本語吹替 - 一城みゆ希
チャックの叔母。かつてはヴィヴィアンと共に「ダーリン・マーメイド・ダーリン」としてアーティスティックスイミングで活躍していた。右目を失明してからは引退し、対人恐怖症もあってか家に引きこもっている。
ヴィヴィアン・チャールズ (Vivian Charles)
演 - エレン・グリーン、日本語吹替 - 麻上洋子
チャックの叔母。リリーと同じく引きこもり状態にあるが、パイが食べたいがために「パイの穴ぐら」へ一人で行くなどリリーよりは多少積極的な性格。

## エピソード

### シーズン1
1. パイメーカーの秘密  - Pie-lette
2. タンポポ・カーの悲劇  - Dummy
3. 盗まれた家宝たち - The Fun in Funeral
4. 羽ばたけピッジ - Pigeon
5. ハロウィンの亡霊 - Girth
6. ある愛のカタチ - Bitches
7. 香りは語る? - Smell of Success
8. ビター・スイートな戦い - Bitter Sweets
9. 雪だるま殺人事件 - Corpsicle

### シーズン2
1. ブンブンな初仕事 - Bzzzzzzzzz!
2. サーカス・サーカス - Circus, Circus
3. シスターの隠された秘密 - Bad Habits
4. 哀しき友情ビジネス - Frescorts
5. 好吃ギャンブル - Dim Sum Lose Some
6. イッツ・マジック! - Oh Oh Oh... It's Magic
7. ロビン・フッド現る? - Robbing Hood
8. 勃発!料理バトル - Comfort Food
9. 嵐吹くパペン灯台 - The Legend of Merle McQuoddy
10. ライバルはノルウェー人 - The Norwegians
11. 殺しのショー・ウィンドー - Window Dressed to Kill
12. 消えたダム・ルビー - Water & Power
13. 泳ぎだせマーメイド - Kerplunk

## 主な受賞、ノミネーション
- エミー賞
  - 2008年
受賞
    - コメディシリーズ部門監督賞 - 第1話「パイメーカーの秘密」
    - コメディシリーズ部門編集賞 - 第1話 「パイメーカーの秘密」
    - シリーズ部門劇中曲音楽賞 - 第4話 「羽ばたけピッジ」

ノミネート
    - コメディシリーズ部門キャスティング賞
    - コメディシリーズ部門脚本賞 - 第1話 「パイメーカーの秘密」
    - シングルカメラ・シリーズ部門美術監督賞 - 第1話「パイメーカーの秘密」
    - シングルカメラ・シリーズ部門衣装賞 - 第1話 「パイメーカーの秘密」
    - シングルカメラ・シリーズ部門ヘアスタイリング賞 - 第7話 「香りは語る?」
    - シングルカメラ・シリーズ部門メイクアップ賞 - 第2話 「タンポポ・カーの悲劇」
    - シリーズ/ミニシリーズ/テレビ映画/スペシャル番組部門人工装具メイクアップ賞 - 第7話 「香りは語る?」
    - コメディシリーズ部門主演男優賞 - リー・ペイス
    - コメディシリーズ部門助演女優賞 - クリスティン・チェノウェス

  - 2009年
受賞
    - コメディシリーズ部門助演女優賞 - クリスティン・チェノウェス
    - シリーズ部門衣装賞 - 第1話 「ブンブンな初仕事」
    - シングルカメラ・シリーズ部門美術監督賞 - 第5話「好吃ギャンブル」
    - シングルカメラ・シリーズ部門メイクアップ賞 - 第5話 「好吃ギャンブル」

ノミネート
    - シングルカメラ・シリーズ部門ヘアスタイリング賞 - 第5話 「好吃ギャンブル」

- ゴールデングローブ賞
  - 2008年
ノミネート
    - テレビシリーズ、ミュージカル・コメディ部門作品賞
    - テレビシリーズ、ミュージカル・コメディ部門男優賞 - リー・ペイス
    - テレビシリーズ、ミュージカル・コメディ部門女優賞 - アンナ・フリエル

- サテライト賞
  - 2007年
受賞
    - テレビシリーズ、ミュージカル・コメディ部門作品賞

ノミネート
    - テレビシリーズ、ミュージカル・コメディ部門男優賞 - リー・ペイス
    - テレビシリーズ、ミュージカル・コメディ部門女優賞 - アンナ・フリエル

  - 2008年
ノミネート
    - テレビシリーズ、ミュージカル・コメディ部門作品賞
    - テレビシリーズ、ミュージカル・コメディ部門男優賞 - リー・ペイス
    - テレビシリーズ、ミュージカルコメディ部門助演女優賞 - クリスティン・チェノウェス